# 포항북부소방서
포항북부소방서(浦項北部消防署, Pohang Bukbu Fire Station)는 경상북도 포항시 북구를 관할하는 경상북도 소방본부 산하의 소방서이다.
소방서장은 소방정으로 보한다.

## 연혁
- 1950년 8월 6일: 포항소방서 개서
- 1951년 9월 20일 : 경주소방서 분리
- 1997년 10월 13일: 울진소방서 분리
- 2005년 8월 1일 : 포항남부소방서 분리, 포항북부소방서로 변경
- 2013년 7월 2일: 영덕소방서 분리

## 조직
| - 소방행정과 - 소방행정담당 - 예산회계담당 | - 예방안전과 - 예방조삼담당 - 민원홍보담당 | - 대응구조구급과 - 대응장비담당 - 구조구급담당 - 대응1·2·3팀 |

## 관할센터 및 관할구역
포항북부소방서는 5개의 119안전센터와 1개의 구조구급센터를 산하에 두고 있다.
| 명칭                           | 사진 | 주소              | 관할구역                            | 지역대                            |
| ------------------------------ | ---- | ----------------- | ----------------------------------- | --------------------------------- |
| 덕산119안전센터                |      | 중앙로 332        | 양학동, 죽도동, 용흥동, 중앙동 일부 |                                   |
| 두호119안전센터                |      | 삼호로 305        | 두호동, 우창동, 중앙동 일부         |                                   |
| 장량119안전센터                |      | 법원로 160        | 장량동, 환여동                      |                                   |
| 흥해119안전센터                |      | 흥해읍 중성로 67  | 흥해읍, 신광면, 청하면, 송라면      | 청하119지역대 송라119지역대(폐쇄) |
| 기계119안전센터                |      | 기계면 기계로 371 | 기계면, 기북면, 죽장면              | 기계119지역대 죽장119지역대(폐쇄) |
| 포항북부소방서 119구조구급센터 |      | 중앙로 332        | 경상북도 포항시 북구 일원           |                                   |

## 사건사고
- 2012년 8월 24일 고립된 야영객을 구조하다 1명이 순직하였다.[5]

## 같이 보기
- 대한민국 소방청
- 대한민국의 소방
- 소방관 계급